# Klarwasserfluss

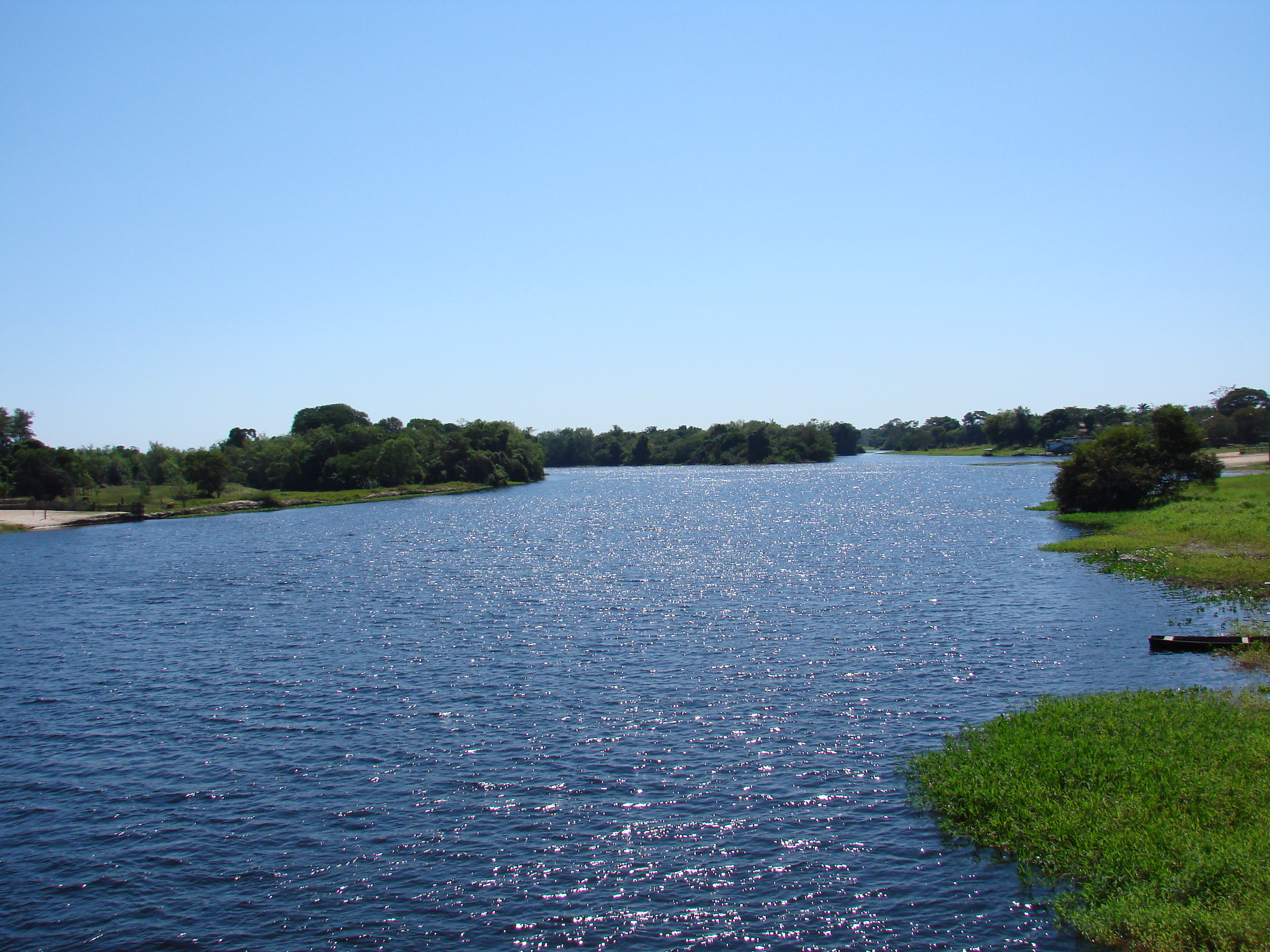
Rio Guaporé, ein Klarwasserfluss

Klarwasserflüsse gehören neben Schwarzwasserflüssen und Weißwasserflüssen zu den drei in den Tropen dominierenden Flusstypen. Klarwasserflüsse entspringen im Bereich tertiärer Ablagerungen oder paläozoischer Gebirge und sind arm an mitgeführten Sedimenten und Elektrolyten. Die Leitfähigkeit des Wassers ist gering; Stickstoff und Phosphor sind in geringen Mengen vorhanden. Durch die guten Lichtverhältnisse und die ständige Verfügbarkeit von – zwar vergleichsweise wenigen, aber nicht lange inkorporierten – Nährstoffen ist die Primärproduktion sehr hoch. Die Flüsse sind arm an Mollusken. Der pH-Wert schwankt zwischen sauer und neutral, insgesamt zwischen 4,5 und 7,8, bei den größeren Flüssen zwischen 6,0 und 6,7.
Klarwasserflüsse sind nur in Südamerika vorzufinden und weisen eine charakteristische gelb- bis olivgrüne Färbung auf. Der Bodengrund dieser Flüsse besteht meistens aus Sand oder Fels. Die Sichtweite beträgt unter Wasser bis zu vier Metern. Trotz des geringen Nährstoffanteils hat sich in Klarwasserflüssen eine vielfältige Lebenswelt entwickelt, die aber nicht ganz an die Vielfalt in der Umgebung von Weißwasserflüssen heranreicht. Im Gegensatz zu Weiß- und Schwarzwasserflüssen sind Überschwemmungen bei Klarwasserflüssen selten. Typische und bedeutende Vertreter dieser Art von Flüssen sind der Rio Guaporé, der Rio Tapajós, der Rio Xingú und der Rio São Francisco.
Bäche sind in den tropischen Urwäldern wegen der hohen Saugkraft der Bäume selten. Eine Ausnahme sind die Urwälder des Amazonasbeckens, dort sind sie zahlreich. Die Mehrzahl dieser Bäche sind elektrolytarme Klarwasserbäche, Weiß- und Schwarzwasserbäche sind selten.